# فرودگاه ک۵۰
فرودگاه ک۵۰ (به انگلیسی: K50 Airport) یک فرودگاه است . این فرودگاه در کشور سومالی قرار دارد .